# اچ‌ام‌اس اوترینگهام (ام۲۷۱۵)
اچ‌ام‌اس اوترینگهام (ام۲۷۱۵) (به انگلیسی: HMS Ottringham (M2715)) یک کشتی بود که طول آن ۱۰۰ فوت (۳۰ متر) بود. این کشتی در سال ۱۹۵۸ ساخته شد.